# Brachybotrys paridiformis
Brachybotrys es un género monotípico de plantas con flores perteneciente a la familia Boraginaceae. Su única especie, Brachybotrys paridiformis, es originaria de Asia.

## Descripción
Tiene rizomas de 3 mm de diámetro. Tallos erectos, no ramificados en el ápice, de 30-40 cm de altura, escasamente corto estrigosa. El peciolo de las hojas del tallo central de 3-5 cm; limbo obovadas-oblongas, de 2-5 cm, envés velloso,  estrechamente alados, 5 o 6 hojas superiores pseudo-verticiladas, corto pecioladas, obovadas a obovadas-elípticas, de 6-12 x 2-5 cm,  la base cuneiforme, ápice corto acuminado. Las inflorescencias terminales, de 5 mm, densamente con hasta 6 flores, ebracteadas. Pedicelo de 4-15 mm. Flores llenas en la parte superior del raquis. Cáliz de 8 mm, lóbulos subulada-lanceolados, de 1,1 cm. Corola púrpura, de 1,1 cm. El fruto en forma de nuez de 3-3,5 mm, superficies abaxial triangular-ovadas, con cicatriz de unión cerca de la base. Fl. Abril-junio. Tiene un número de cromosomas de 2 n = 24.

## Distribución y hábitat
Se encuentra en bosques, prados, laderas, márgenes de campo, en Heilongjiang, Jilin, Liaoning, Corea, Rusia (Primorie).

## Taxonomía
Brachybotrys paridiformis fue descrita por Maxim. ex Oliv.  y publicado en Hooker's Icones Plantarum 13: 43, pl. 1254. 1873.